# Новотроїцька районна рада
Новотроїцька райо́нна ра́да — районна рада Новотроїцького району Херсонської області. Адміністративний центр — смт Новотроїцьке.

## Склад ради
Загальний склад ради: 38 депутатів.

### Голова
Сєчин Леонід Володимирович (нар. 1955) — голова Новотроїцької районної ради від 31 жовтня 2010 року.

#### Голови районної ради (з 2006 року)
| ПІБ                           | Основні відомості                                                                                 | Дата обрання | Дата звільнення |
| ----------------------------- | ------------------------------------------------------------------------------------------------- | ------------ | --------------- |
| Збаровський Петро Миколайович | Голова районної ради, 1964 року народження, член Соціал-демократичної партії України (об'єднаної) | 26.03.2006   | 31.10.2010      |
| Сєчин Леонід Володимирович    | Голова районної ради, 1955 року народження, освіта вища, член «Партії регіонів»                   | 31.10.2010   |                 |

Примітка: таблиця складена за даними джерела